# Seis Naciones M21 2003
El Seis Naciones M21 de 2003 fue la decimoprimera edición del torneo de rugby para menores de 21 años.

## Equipos participantes
- Selección juvenil de rugby de Escocia (Escocia M21)
- Selección juvenil de rugby de Francia (Francia M21)
- Selección juvenil de rugby de Gales (Gales M21)
- Selección juvenil de rugby de Inglaterra (Inglaterra M21)
- Selección juvenil de rugby de Irlanda (Irlanda M21)
- Selección juvenil de rugby de Italia (Italia M21)

## Posiciones
| Pos. | Equipo     | Encuentros | Encuentros | Encuentros | Encuentros | Tantos  | Tantos    | Tantos     | Puntos Totales |
| Pos. | Equipo     | jugados    | ganados    | empatados  | perdidos   | a favor | en contra | diferencia | Puntos Totales |
| ---- | ---------- | ---------- | ---------- | ---------- | ---------- | ------- | --------- | ---------- | -------------- |
| 1    | Gales      | 5          | 5          | 0          | 0          | 128     | 70        | +58        | 10             |
| 2    | Irlanda    | 5          | 4          | 0          | 1          | 96      | 76        | +20        | 8              |
| 3    | Inglaterra | 5          | 3          | 0          | 2          | 104     | 96        | +8         | 6              |
| 4    | Francia    | 5          | 2          | 0          | 3          | 130     | 81        | +49        | 4              |
| 5    | Escocia    | 5          | 1          | 0          | 4          | 82      | 101       | -19        | 2              |
| 6    | Italia     | 5          | 0          | 0          | 5          | 56      | 172       | -116       | 0              |

Nota: Se otorgan 2 puntos al equipo que gane un partido, 1 al que empate y 0 al que pierda

## Resultados

### Desarrollo
| 14 de febrero | Inglaterra | 26 - 25 | Francia |  |  |

| 14 de febrero | Italia | 16 - 27 | Gales |  |  |

| 14 de febrero | Escocia | 5 - 13 | Irlanda |  |  |

| 21 de febrero | Italia | 19 - 30 | Irlanda |  |  |

| 21 de febrero | Gales | 35 - 9 | Inglaterra |  |  |

| 21 de febrero | Francia | 37 - 14 | Escocia |  |  |

| 7 de marzo | Inglaterra | 34 - 3 | Italia |  |  |

| 7 de marzo | Irlanda | 13 - 12 | Francia |  |  |

| 7 de marzo | Escocia | 10 - 25 | Gales |  |  |

| 21 de marzo | Inglaterra | 15 - 12 | Escocia |  |  |

| 21 de marzo | Italia | 7 - 40 | Francia |  |  |

| 21 de marzo | Gales | 20 - 19 | Irlanda |  |  |

| 28 de marzo | Francia | 16 - 21 | Gales |  |  |

| 28 de marzo | Irlanda | 21 - 20 | Inglaterra |  |  |

| 28 de marzo | Escocia | 41 - 11 | Italia |  |  |

| Bandera de Gales |
| Campeón Gales    |
| Segundo título   |